# Tiburce Koffi
Tiburce Koffi, de son vrai nom Tiburce Jules Koffi, né le 19 août 1958 à Grand-Bassam en Côte d’Ivoire, est un écrivain, dramaturge, journaliste, chroniqueur et homme politique ivoirien. Figure influente de la scène culturelle ivoirienne, il est reconnu pour son engagement en faveur des arts, de la liberté d'expression et de la démocratie.

## Biographie
Né dans la ville historique de Grand-Bassam, Tiburce Koffi poursuit des études supérieures en lettres modernes. Très tôt, il s’investit dans le milieu culturel ivoirien, d’abord comme enseignant, puis comme journaliste et écrivain.
Il se fait connaître du grand public par ses prises de position tranchées, ses chroniques engagées et ses pièces de théâtre à portée sociale et politique. Sa plume, à la fois critique et poétique, aborde les réalités contemporaines de l’Afrique, la gouvernance, les inégalités et la condition humaine.

## Carrière professionnelle
Tiburce Koffi commence sa carrière comme professeur de lettres, avant de rejoindre le monde du journalisme. Il collabore avec plusieurs journaux ivoiriens de premier plan, où ses tribunes suscitent souvent de vifs débats.
En parallèle, il développe une œuvre théâtrale riche et percutante, marquée par une grande liberté de ton. Ses pièces sont jouées sur de nombreuses scènes ivoiriennes et africaines.
Il a également occupé des fonctions de direction au sein d’institutions culturelles majeures, notamment en tant que Directeur général du Palais de la Culture de Treichville.

## Engagement politique
Tiburce Koffi a été nommé conseiller spécial chargé de la culture auprès du président de la République de Côte d'Ivoire. Dans ce cadre, il a œuvré pour la valorisation des arts et le développement d’une politique culturelle ambitieuse.
Son engagement politique s’est toujours nourri d’une volonté de rapprocher les intellectuels du débat public et de renforcer le rôle de la culture dans la construction nationale.

## Œuvres principales
- Le Marchand de cercueils – pièce de théâtre
- Le Malade imaginaire d’Abidjan – théâtre
- Chroniques d’un homme libre – recueil de chroniques
- L’Inclassable Tiburce Koffi – essai
- La Côte d’Ivoire en miettes – essai politique

## Distinctions
Tiburce Koffi a été récompensé à plusieurs reprises pour sa contribution à la vie culturelle ivoirienne. Il est considéré comme l’une des grandes voix intellectuelles de sa génération.